# فينسنت دو فيجنود
فينسنت دو فيجنود (بالإنجليزية: Vincent du Vigneaud)‏، هو عالم كيمياء حيوية أمريكي ولد في 18 مايو 1901 وتوفي في 11 ديسمبر 1978 . وقد حصل على جائزة نوبل في الكيمياء لسنة 1955.

## السيرة الذاتية
تخرج دو فيجنود من مدرسة شورز الثانوية في عام 1918. بدأ دراسة الكيمياء في جامعة إلينوي في أوربانا شامبين. تأثر بمحاضرات كارل شيب مارفل. بعد تلقيه الماچيستير وفي عام 1924 انضم إلى ديبون.
تزوج من زيلا زون فورد في 12 يونيو 1924. واستعاد مسيرته الأكاديمية في عام 1925 ، وانضم إلى مجموعة جون ر. مورلين في جامعة روتشستر لكي يحصل علي الدوكتوراه.
بعد حصوله علي الدكتوراه مع جون جاكوب أبيل في كلية الطب بجامعة جونز هوبكينز 1927-1928 ، سافر إلى أوروبا كزميل للمجلس القومي للبحوث في 1928-1929 ، حيث عمل مع ماكس بيرجمان في جمعية القيصر فيلهلم للبحوث الجلدية في درسدن ، ومع جورج بارغر في كلية الطب بجامعة إدنبرة. ثم عاد إلى جامعة إلينوي كأستاذ.
ذهب بعد ذلك إلى كلية الطب بجامعة جورج واشنطن في واشنطن العاصمة عام 1932 وإلى كلية طب ويل كورنيل في جامعة كورنيل في نيويورك عام 1938 ، حيث مكث حتى ظهوره في عام 1967. وبعد ذلك تقاعد.
في عام 1974 كان يعاني من سكتة دماغية أنهت حياته الأكاديمية. بعد سنة واحدة من وفاة زوجته في عام 1977 ، توفي.

## حياته المهنية
تميزت حياته المهنية بالاهتمام بالكبريت والبروتينات وخاصة الببتيدات. حتى قبل عمله الحائز على جائزة نوبل في توضيح وتوليف أوكسايتوسين وفازوبرسين ، كان قد اكتسب سمعة طيبة للعمل في مجال الأنسولين والبيوتين والإيثيليزيل والبنسلين.
كما أنه بدأ سلسلة من علاقات النشاط الهيكلي للأوكسيتوسين وفاسوبريسين، وربما الأولى للببتيدات. توج هذا العمل بنشر كتاب بعنوان، مسار البحث في كيمياء الكبريت والتمثيل الغذائي والمجالات ذي الصلة.

## آثاره
درس في جامعة إلينوي والتحق سنة 1930 بأخوية ألفا شي سيجما.

## وصلات خارجية
- فينسنت دو فيجنود على موقع الموسوعة البريطانية (الإنجليزية)
- فينسنت دو فيجنود على موقع مونزينجر (الألمانية)
- فينسنت دو فيجنود على موقع إن إن دي بي (الإنجليزية)

- http://nobelprize.org/chemistry/laureates/1955/vigneaud-bio.html
- http://www.nndb.com/people/456/000100156